# Pimpla laevifrons
Pimpla laevifrons är en stekelart som beskrevs av Forster 1888. Pimpla laevifrons ingår i släktet Pimpla och familjen brokparasitsteklar. Inga underarter finns listade i Catalogue of Life.